# Jana Bellin
Jana Bellin, z domu Malypetrová (ur. 9 grudnia 1947 w Pradze) – angielska szachistka pochodzenia czeskiego, arcymistrzyni od 1982 roku.

## Życiorys
W latach 60. XX wieku należała do ścisłej czołówki szachistek Czechosłowacji, sześciokrotnie zdobywając medale indywidualnych mistrzostw kraju: 2 złote (1965, 1967), srebrny (1964) i 3 brązowe (1963, 1966, 1968). W 1966 i 1969 r. uczestniczyła w szachowych olimpiadach, zdobywając dwa medale: srebrny (1966, za indywidualny wynik na II szachownicy) oraz brązowy (1969, wraz z drużyną). W 1969 r. zajęła III miejsce w międzynarodowym turnieju w Belgradzie, natomiast w 1970 r. w tym samym mieście zajęła IV miejsce.
W 1970 r. wyszła za mąż za Williama Hartstona i otrzymała angielskie obywatelstwo. Wkrótce awansowała do szerokiej światowej czołówki, dwukrotnie zajmując wysokie miejsca w turniejach międzystrefowych (eliminacjach mistrzostw świata), w latach 1973 (Minorka, dz. VI-VIII m.) oraz 1976 (Roosendaal, VI m.). Po raz trzeci w turnieju międzystrefowym wystąpiła w 1979 r. w Rio de Janeiro, zajmując XI miejsce. Odniosła również dwa sukcesy w kobiecych turniejach w Wijk aan Zee, w 1973 r. podzieliła I-IV m. (turniej strefowy, wspólnie z Marią Ivanką, Katariną Jovanović oraz Elisabetą Polihroniade), natomiast w 1977 r. zajęła II miejsce (za Naną Aleksandrią).
Wielokrotnie startowała w finałach indywidualnych mistrzostw Wielkiej Brytanii, ośmiokrotnie (1970, 1971, 1972, 1973, 1974, 1976, 1977, 1979) zdobywając złote medale. W latach 1972–2006 trzynastokrotnie (w tym 7 razy na I szachownicy) reprezentowała barwy Anglii w turniejach olimpijskich, największy sukces odnosząc w 1976 r. w Hajfie, gdzie zdobyła dwa srebrne medale (za indywidualny wynik na I szachownicy oraz wspólnie z drużyną). Poza tym, w 1992 r. wystąpiła w reprezentacji kraju na drużynowych mistrzostwach Europy.
W 1977 r. wyszła za mąż za arcymistrza Anthony Milesa, a trzecim brytyjskim szachistą, z którym wstąpiła w związek małżeński (w 1988 r.) był Robert Bellin, z którym ma dwóch synów: Roberta (ur. 1989) oraz Christophera (1991).
Z zawodu Jana Bellin jest lekarzem anestezjologiem. Pracuje również w strukturach Międzynarodowej Federacji Szachowej, jako przewodnicząca komisji medycznej. Jej dziadkiem był Jan Malypetr, premier rządu Republiki Czechosłowackiej w latach 1932–1935.
Najwyższy ranking w karierze osiągnęła 1 stycznia 1987 r., z wynikiem 2340 punktów zajmowała wówczas 18. miejsce na światowej liście FIDE (oraz pierwsze wśród angielskich szachistek).